# OFC Under-20 Championship 2014
L'OFC Under-20 Championship 2014 è stato la 20ª edizione del torneo. Si è svolto nelle Isole Figi dal 23 al 31 marzo 2014. Questa edizione è stata anticipata di un anno rispetto alla cadenza biennale, per favorire la preparazione al Campionato mondiale di calcio Under-20 2015. Per questo il limite massimo di età è stato abbassato a 19 anni.

Le Figi hanno vinto il titolo per la prima volta e si sono qualificate per il Campionato mondiale di calcio Under-20 2015. La Nuova Zelanda, campione uscente, non ha partecipato al torneo, in quanto si è già qualificata al Mondiale Under-20 in qualità di paese organizzatore.

## Squadre partecipanti
- Figi (paese organizzatore)
- Isole Salomone
- Nuova Caledonia
- Papua Nuova Guinea
- Samoa Americane
- Vanuatu

## Stadi
| Suva             | Suva (Figi) |
| ---------------- | ----------- |
| National Stadium | Suva (Figi) |
| Capienza: 30.000 | Suva (Figi) |
|                  | Suva (Figi) |

## Fase a gruppi

### Classifica
| Pos. | Squadra            | Pt | G | V | N | P | GF | GS | DR  |
| ---- | ------------------ | -- | - | - | - | - | -- | -- | --- |
| 1.   | Figi               | 13 | 5 | 4 | 1 | 0 | 13 | 3  | +10 |
| 2.   | Vanuatu            | 11 | 5 | 3 | 2 | 0 | 11 | 4  | +7  |
| 3.   | Nuova Caledonia    | 9  | 5 | 3 | 0 | 2 | 17 | 5  | +12 |
| 4.   | Isole Salomone     | 4  | 5 | 1 | 1 | 3 | 7  | 7  | 0   |
| 5.   | Papua Nuova Guinea | 4  | 5 | 1 | 1 | 3 | 6  | 13 | -7  |
| 6.   | Samoa Americane    | 1  | 5 | 0 | 1 | 4 | 1  | 23 | -22 |

### Risultati
| Arbitro: | Albert Maru |

|  |           |                                               |
|  | Marcatori | 15’ Waqa 24’ Dreola 30’ Tuivuna 45+3’ Nabenia |

| Arbitro: | Nelson Sogo |

|          |           |  |
| Koka 66’ | Marcatori |  |

| Arbitro: | Ravinesh Behari |

|  |           |                   |
|  | Marcatori | 10’ Yagas 51’ Bob |

| Suva 25 maggio 2014, ore 14:30 UTC+13 | Isole Salomone | 0 – 0 referto | Vanuatu | National Stadium\| Arbitro: \| Averii Jacques \| |
| Arbitro:                              | Averii Jacques |               |         |                                                  |

| Arbitro: | George Time |

|             |           |           |
| Simongi 58’ | Marcatori | 45+3’ Tua |

| Arbitro: | Robinson Banga |

|                                |           |  |
| Nabenia 47’ Tuivuna 65’ (rig.) | Marcatori |  |

| Arbitro: | Bruce George |

|                             |           |  |
| Sahib 43’ Toma 55’ Waqa 76’ | Marcatori |  |

| Arbitro: | Albert Maru |

|                                     |           |          |
| Oiremon 12’ Athale 81’ Nyikeine 89’ | Marcatori | 66’ Kaua |

| Arbitro: | Ravinesh Behairi |

|  |           |                                      |
|  | Marcatori | 15’ Kalo 41’ Saniel 56’, 67’ Kalsong |

| Arbitro: | Bruce George |

|                                                |           |  |
| Bakale 22’ Kaua 35’, 47’, 77’ Rangosulia 90+1’ | Marcatori |  |

| Arbitro: | Averii Jacques |

|                    |           |                      |
| Kalo 22’ Iawak 57’ | Marcatori | 25’ Chand 40’ Dreloa |

| Arbitro: | Robinson Banga |

|           |           |                                                |
| Awele 82’ | Marcatori | 7’, 70’ Waru 41’ Athale 53’ Nemia 77’ Nyikeine |

| Arbitro: | Nelson Sogo |

|                                                                                       |           |  |
| Wathiepel 9’ Jalabert 23’ Athale 35’ Nykeine 38’, 50’ Oiremoin 68’, 74’, 85’ Ouka 77’ | Marcatori |  |

| Arbitro: | George Time |

|                            |           |                                    |
| Donna 15’ (aut.) Awele 62’ | Marcatori | 42’, 63’ Kalsong 89’, 90+1’ Kaltak |

| Arbitro: | Albert Maru |

|                     |           |         |
| Chand 25’ Naidu 26’ | Marcatori | 9’ Kaua |